# Ai Shibata
Ai Shibata (Dazaifu, 14 de maio de 1982) é uma nadadora japonesa, campeã olímpica dos 800 metros livres em Atenas 2004.
Se tornou a primeira japonesa a ganhar medalha de ouro olímpica em uma prova de nado livre.